# Middelalder 99
Middelalder 99 var et år, hvor museer, kulturinstitutioner, teatre og folkeskoler i Danmark fokuserede på middelalderen. Det var lektor i middelalderarkæologi på Aarhus Universitet Jens Vellev, der i 1994 fik ideen til arrangementet. Der foregik både formidling og forskning, og der blev udgivet en lang række bøger, lavet specialudstillinger på museer, lavet undervisnings- og formidlingsforløb.
Projektet var mere succesfuldt end tidligere forsøg på at sætte fokus på bestemte tidsperioder. Middelalder 99 blev fulgt op af et år, der fokuserede på renæssancen i 2006.

## Baggrund
Projektet tog sin begyndelse i 1994 og skulle skabe mere opmærksomhed om den danske middelalder. Tidligere havde man arrangeret et lignende projekt om vikingetiden. Man ønskede især at få museerne til at samarbejde og få registreret den store mængde genstande, som stadig lå uregistrerede hen på magasiner. Det oprindelige ide var "Middelalder på danske museer", men Jens Vellev, der var initiativtager ønskede et større arrangement. Syv begyndte som en græsrodsbevægelse at planlægge projektet og fik støtte fra Kultur- og Undervisningsministeriet på 2,2 mio. DKK (ca. 3,3 mio. 2013-DKK).
Adskillige medvirkede fra universiteter og museer til at koordinere Middelalder 99. Det var fx lic.theol. fra Institut for Kirkevidenskab på Aarhus Universitet Per Ingesman, cand.mag. i historie fra Middelaldercentret Kåre Johannessen mag.art. Jan Kock, professor på Musikvidenskabeligt Institut på Aarhus Universitet John Dagfinn, mag.art. fra Institut for Kunsthistorie på Aarhus Universitet Inger-Lise Kolstrup, professor i middelalderarkæologi fra Aarhus Universitet Else Roesdahl og cand.mag. Jens Ingvordsen.
Inden projektet regnede man med, at der blev arrangeret omkring 600 arrangementer med afsæt i middelalderåret.
Allerede inden 1999 blev der udgivet flere bøger om middelalderen i Danmark som optakt til Middelalder 99.

## Middelalderåret
Det endelige projekt inkluderede arkæologi, antropologi, kvindehistorie, kirkehistorie, musik og naturvidenskab.
Et stort antal events med relation til middelalderen blev arrangeret over hele landet. Det var det største af sin art i verden, og det fik opmærksomhed i både USA og Tyskland. I alt blev der arrangeret over 1.300 events og udgivet 80 bøger med afsæt i middelalderåret. Der blev afholdt 372 foredrag, åbnet 212 udstillinger, 134 ekskursioner, 104 musikarrangementer og spillet 74 teaterforestillinger. Nationalmuseet lavede en specialudstiling kaldet "Den farverige Middelalder" og Moesgård Museum lavede i samarbejde med Det Kongelige Bibliotek udstillingen "Levende ord og lysende billeder" om bøger og bogkultur i middelalderen.
Opmærksomheden øgede interessen for middelalder betydeligt. Frilandsmuseet Middelaldercentret ved Nykøbing Falster, der beskæftiger sig med Danmarks middelalder omkring år 1400, fik det højeste antal besøgende nogensinde: omkring 110.000 gæster. Ligeledes blev Middelalderlandsbyen i Brøndby Kommune etableret i september 1999 under Middelalder 99 som et tilbud til kommunens folkeskoler.
Blandt udgivelserne var en række hæfter til folkeskolen om aspekter i middelalderen. Madhistorikeren Bi Skaarup udgav sin kogebog Middelaldermad. Kulturhistorie, kilder og 99 opskrifter med madopskrifter fra perioden og adskillige historikere udgav bøger om alt fra kirken og kalkmalerier til livet i middelalderen og sygdomme og behandlingsformer. Musikeren Stig Kreutzfeldt udgav sit første soloalbum i over ti år kaldet Aeternus med inspiration fra folkemusik og middelalderlige instrumenter.
I løbet af året udskrev Det Kongelige Bibliotek og Gyldendal en forfatterkonkurrence, hvor alle kunne indsende et manuskript på højest 300 sider til en roman om middelalderen i Danmark og/eller Europa. Manuskriptet blev bedømt af forfatteren Mette Winge, kritikeren Henrik Wivel og historikeren Steffen Heiberg, og der indkom 75 bidrag. Vinderen blev offentliggjort 5. november 1999 og blev Anne Marie Tetevides Mellem himlen og verden. Andenpladsen gik til Anne-Marie Vedsø Olesens Salernos sol og tredjepladsen fik Martin Jensen med bogen Soldaterhoren. Alle tre bøger blev udgivet i april 2000.

## Modtagelse
Interessen var langt større end tidligere forsøg på at markedsføre bestemte tidsperioder. Indtil da havde særligt vikingetiden været populær inden for museums- og reenactmentverdenen. Historikeren Steffen Heiberg kaldte året for en stor succes i en artikel bragt i Politiken i slutningen af året, og hæftede sig bl.a. ved det store antal bøger, der var blevet udgivet.
I en kronik i Aktuelt skrev lektor Lise Gotfredsen "Middelalderen strakte sig over 700 år, men det ser ud, som om både publikum og museer har hengivet sig til fællesdyrkelse af en ubestemt sen-gotik - sådan omtrent fra Quasimodos tid i Notre Dame." Hun roste dog bl.a. Moesgård Museum, mens adskillige elementer af Nationalmuseets udstilling blev kritiseret.
Else Roesdahl fra Aarhus Universitet skrev i 2002 i en artikel i fagbladet Arkæologisk Forum, at Middelalder 99 havde gjort folk mere bevidste om middelalderen og havde gjort dansk middelalderarkæologi bedre til tværfagligt samarbejde.

## Publikationer
- 1998 Johannessen, Kåre; Den Skæve Pind – Buen som Militærvåben i Middelalderen ISBN 978-87-98-41337-0. Middelaldercentret
- 1998 Johannessen, Kåre; Hor Saa Vide – Seksualiteten i Middelalderen ISBN 87-984133-9-2. Middelaldercentret
- 1999 Andersen, Michael; Rasmussen, Ulla Fraes; Middelalderguide Roskilde amt ISBN 87-87719-33-9. Roskilde Amt
- 1999 Bennike, Pia; Brade, Anna-Elisabeth Middelalderens sygdomme og behandlingsformer i Danmark. Museum Tusculanums Forlag
- 1999 Bisgaard, Lars; Nyberg, Tore; Søndergaard, Leif; Billeder i Middelalderen. Kalkmalerier og altertavler. ISBN 978-87-78-38437-9. Odense Universitetsforlag
- 1999 Bolvig, Axel; Kalkmalerier i Danmark. ISBN 87-11-13213-2. Forlaget Sesam
- 1999 Franceschi, Gérard; Jorn, Asger, Grinder-Hansen, Poul; Nordens Gyldne Billeder fra Ældre Middelalder. ISBN 978-87-21-00389-0. Borgen i samarbejde med Silkeborg Museum
- 1999 Grane, Leif; Kirken i den Europæiske Middelalder fra ca. 750-1500. ISBN 978-87-12-03393-6. Gads Forlag
- 1999 Ingesman, Per; Bisgaard, Lars m.fl.;Middelalderens Danmark ISBN 87-12-03370-7. Gads Forlag
- 1999 Kræmmer, Michael; Den Hvide Klan. Absalon, hans slægt og hans tid. ISBN 978-87-99-61310-6. Forlaget Spektrum
- 1999 Molsgaard, Pernille Lykke; Den farverige middelalder Arkiveret 3. januar 2015 hos  Wayback Machine ISBN 87-87902-72-9. Nationalmuseet[26]
- 1999 Olsen, Olaf; Da Danmark blev til ISBN 978-87-55-72249-1. Fremad
- 1999 Olsen, Rikke Agnete; Da Riget var ungt. ISBN 978-87-55-72276-7. Forlaget Fremad
- 1999 Roesdahl, Else; Dagligliv i Danmarks middelalder ISBN 978-87-79-34106-7
- 1999 Skaarup, Bi; Middelaldermad. Kulturhistorie, kilder og 99 opskrifter ISBN 978-87-00-48716-1. Gyldendal
- 1999 Den lyse Middelalder. Red. Hans Jørgen Frederiksen og Kirsten Kjærulff ISBN 87-7457-236-9. Forlaget Anis
- 2000 Tetevide, Anne Marie; Mellem himlen og verden. ISBN 978-87-00-46138-3. Gyldendal
- 2000 Olesen, Anne-Marie Vedsø; Salernos sol. ISBN 978-87-00-46034-8. Gyldendal
- 2000 Jensen, Martin; Soldaterhoren. ISBN 978-87-79-55630-0. Gyldendal

### Artikler
- (1998) Jansen, Henrik M.; "Fyn og middelalder '99". S. 40-44 Årbog for Svendborg & Omegns Museum. Svendborg Museum 1998.
- (1997) Madsen, Per Kristian; "Danmarks Middelalder på museum" Danske museer, Årgang 10, nr. 4
- (2. januar 1999) Bramming, Pernille; "Mellem hekse og humanister". Aktuelt
- (10. marts 1999) Boas, Kirsten; "Vild med middelalderen". Kristeligt Dagblad
- (15. november 1999) Høvsgaard, Thomas; "De sidste dage". Dagbladet Information
- (2000) Bisgaard, Lars; "Middelalderåret 1999". S. 59-63 Fortid og Nutid
- (2008) Vellev, Jens; "Om Renæssance 2006 og om Middelalderåret 1999" Dansk tidsskrift for museumsformidling, Nr. 28